# Battaglia di Buča
La battaglia di Buča avvenne nel corso dell'offensiva verso Kiev, durante l'invasione russa dell'Ucraina del 2022, per il controllo della città tra reparti delle forze armate russe e delle Forze di terra ucraine.
La battaglia durò dal 27 febbraio al 31 marzo 2022 e si concluse con il ritiro delle forze russe.
La battaglia fu un episodio di una più ampia manovra russa nel tentativo di accerchiare Kiev, la capitale dell'Ucraina. Le forze armate ucraine resistettero all'avanzata russa nei sobborghi occidentali della capitale di Irpin', Buča e Hostomel'. Buča era tra i luoghi che l'amministrazione statale, ai primi di marzo, definì tra i più pericolosi dell'Oblast' di Kiev. Dopo il ritiro delle forze russe e la riconquista ucraina della località, i rapporti sulle atrocità scoperte nell'area, avvenute durante l'occupazione russa, hanno attirato l'attenzione della comunità internazionale.

## Preludio
Il 25 febbraio, le forze russe avanzarono verso il sobborgo di Hostomel' e il suo aeroporto da nord-ovest, dopo aver parzialmente sfondato le difese ucraine a Ivankiv, conquistando l'aeroporto e stabilendo un punto d'appoggio nella città. Sebbene ci fosse ancora una resistenza ucraina in corso a Hostomel', le forze russe proseguirono avanzando verso sud per conquistare le vicine città di Irpin' e Buča, con l'obiettivo di circondare Kiev. Più tardi quel giorno, soldati russi furono visti saccheggiare un condominio vicino a Buča.

## Battaglia

### Combattimento iniziale

#### Febbraio
Il 27 febbraio, le forze di terra russe avanzarono a Buča. La forza russa era composta da paracadutisti, carri armati, unità del genio militare e riserve della 36ª armata combinata. La forza russa includeva anche unità della Squadra Speciale di risposta rapida (SOBR) e dell'Unità Speciale Mobile della Polizia (OMON), due forze speciali di polizia all'interno della Guardia Nazionale della Russia. L'artiglieria russa bombardò la città, danneggiando diversi edifici e infrastrutture ed alcuni residenti perdettero l'accesso ad acqua, gas ed elettricità a causa di questi bombardamenti.
Alcuni elementi delle forze russe riuscirono a sfondare Buča e avanzarono verso la vicina città di Irpin'. Andrij Caplijenko, un giornalista ucraino, ha poi riferito che le forze russe hanno attaccato un veicolo civile, uccidendo un uomo e ferendone un altro.

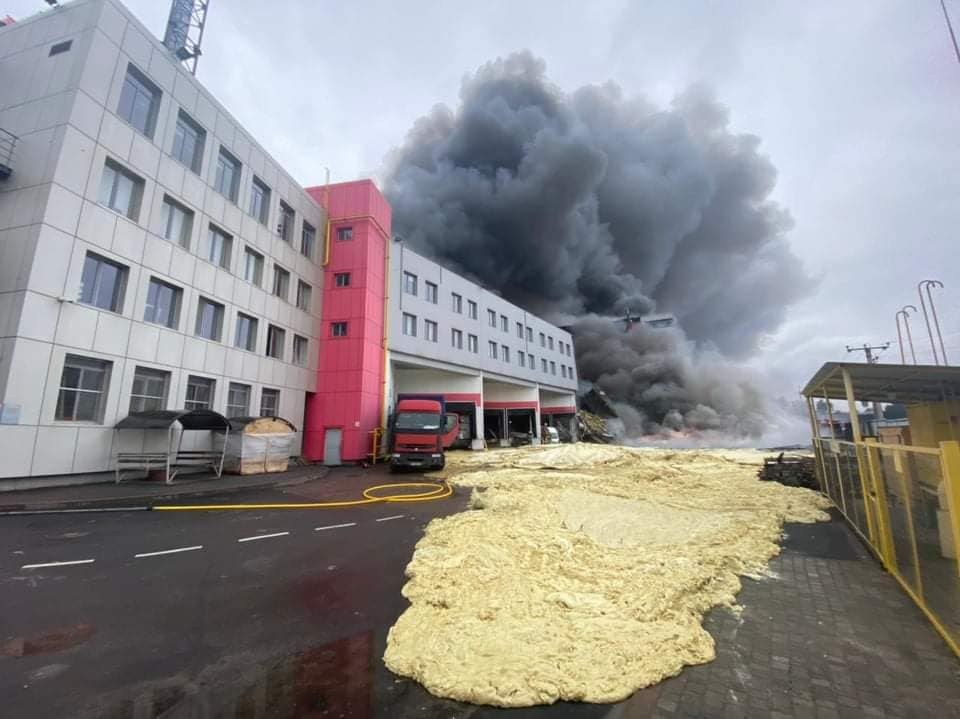
Un edificio industriale nel villaggio di Chaiky vicino a Buča, che conteneva schiuma spray, viene colpito da un missile russo.

Le forze ucraine contrastarono l'avanzata russa a Buča con bombardamenti di razzi e artiglieria e attacchi aerei. Il Servizio statale per le comunicazioni speciali dell'Ucraina riferì che l'artiglieria ucraina aveva bombardato un convoglio di veicoli corazzati russi, e il governo ucraino che dichiarò che oltre 100 unità di equipaggiamento russo erano state distrutte. Le forze ucraine distrussero anche un ponte che collega Buča e Irpin', uccidendo un ufficiale dell'OMON e impedendo alle forze russe di avanzare a Irpin'.
Oleksij Arestovyč, un funzionario ucraino, ha affermato che alcuni residenti di Buča iniziarono a combattere le forze russe, lanciando bottiglie molotov contro veicoli e soldati russi. Anton Heraščenko, un altro funzionario ucraino, ha dichiarato che i residenti attaccarono una colonna di veicoli corazzati russi, dando fuoco ad almeno un veicolo.
Più tardi, il 27 febbraio, le autorità ucraine avvertirono i residenti di Buča di non salire sugli autobus che stavano evacuando fuori città, poiché i funzionari ucraini non avevano avviato alcuna procedura di evacuazione e affermando che si trattasse di un piano organizzato dalle forze russe, per usare i civili come scudi umani, avanzando seguendo gli autobus, per guadagnare l'ingresso a Kiev.
Il 28 febbraio 2022, le forze ucraine ingaggiarono e distrussero una colonna corazzata russa a Buča. Anatolij Fedoruk, il sindaco di Buča, ha pubblicato un video che mostra veicoli russi fumanti e ha affermato che gli ucraini non subirono vittime nello scontro.

#### Marzo
Il 1º marzo, le foto di attrezzature russe distrutte e abbandonate iniziarono a circolare attraverso i media ucraini, alcuni dei quali che descrissero Buča come un cimitero di attrezzature russe distrutte.
Il 2 marzo 2022 il governo ucraino iniziò a inviare aiuti umanitari verso Buča. Il giorno successivo, l'amministrazione statale dell'oblast di Kiev annunciò l'evacuazione sia a Buča che a Irpin'. Secondo quanto riferito, oltre 1 500 donne e bambini furono evacuati in treno, mentre 250 furono evacuate in autobus. Tuttavia, i funzionari ucraini riferirono che le evacuazioni furono difficili poiché alcuni binari ferroviari erano stati distrutti durante i combattimenti.
Più tardi, il 3 marzo, le forze di terra ucraine annunciarono la riconquista di Buča, pubblicando un video di soldati ucraini che innalzavano la bandiera ucraina vicino all'edificio del consiglio comunale. Anche le squadre di emergenza ucraine hanno ripristinato l'elettricità nella città. Le forze russe continuarono a combattere all'interno di Buča, finendo respinte dalle forze ucraine e sospinte nella periferia della città.
Il 4 marzo 2022, Fedoruk confermò che la città rimaneva sotto il controllo ucraino, nonostante le forze russe lanciassero continuamente attacchi. Fu diffusa la notizia che le forze russe avevano ucciso tre civili ucraini disarmati che avevano appena consegnato cibo per cani a un canile e stavano tornando a casa in macchina.
Entro il 5 marzo 2022, le forze russe continuarono ad attaccare Buča. Successivamente, Arestovyč dichiarò che le forze russe avevano catturato sia Buča che Hostomel' e non stavano permettendo ai civili di evacuare. Intorno alle 7:15 di quel giorno, un paio di auto che trasportavano due famiglie sono state avvistate dai soldati russi che hanno aperto il fuoco contro il convoglio, uccidendo un uomo nel secondo veicolo. L'auto davanti fu colpita da colpi di arma da fuoco, predendo fuoco e uccidendo due bambini e la loro madre.
Il 6 marzo 2022, la Russia intensificò i bombardamenti della città, provocando alcune vittime civili. Il consiglio comunale di Buča riferì che i civili si stavano rifugiando negli scantinati e che la città non era in grado di ricevere aiuti umanitari a causa dei continui bombardamenti. Radio Svoboda comunicò che la città occupata stava finendo i rifornimenti e che i soldati russi stavano uccidendo civili. Il giorno successivo, le forze russe schierarono tre unità corazzate a Buča, in preparazione per un'avanzata verso Irpin. Più tardi, Volodymyr Karpljuk, l'ex sindaco di Irpin', dichiarò che le forze russe avevano distrutto l'Istituto di ricerca su plastica e fibra di vetro a Buča, rilasciando fumi di acetone e altre sostanze chimiche.
L'8 marzo 2022, Fedoruk dichiarò che le forze ucraine stavano ancora combattendo a Buča ed erano riuscite a riconquistare il territorio. Tuttavia, disse anche che le forze russe detenevano il controllo di tutte le principali autostrade della città, intensificato i bombardamenti e che non avrebbero permesso ai residenti di Buča di lasciare le loro case. Più tardi, l'8 marzo, gli occupanti russi permisero ai civili di uscire per un periodo di tempo limitato per rimuovere i corpi e cucinare il cibo. Tuttavia, la città era sempre priva di elettricità, poiché le forze russe controllavano tutte le sottostazioni elettriche.
Il 9 marzo 2022, le forze ucraine effettuarono un'evacuazione su larga scala in tutta l'oblast di Kiev, compreso a Buča. Fino a 20 000 civili furono evacuati nell'oblast di Kiev. L'amministrazione statale dell'Oblast di Kiev descresse la situazione a Buča come tesa tra i combattimenti e l'evacuazione.
Il 12 marzo 2022, il consiglio comunale di Buča annunciò che le forze russe avevano completamente occupato la città affermando inoltre che le forze armate russe non avrebbero permesso ai residenti di lasciare le loro case e talvolta avrebbero sparato ai civili. Nonostante l'occupazione, alcuni civili riuscirono a evacuare con successo dalla città in un convoglio di 20 autobus.

### Controllo russo
Il 13 marzo, i residenti seppellirono 67 persone in una fossa comune vicino a una chiesa a Buča. Si trattava di abitanti uccisi dall'artiglieria russa e alcuni corpi non potevano essere identificati. Più tardi, alcuni soldati russi furono visti saccheggiare le case della città.
Entro il 15 marzo, le forze russe occuparono il municipio e catturarono i dipendenti nell'edificio. I civili sono stati rilasciati il giorno successivo. Nel frattempo, Obozrevatel' pubblicò un video mostrante veicoli blindati russi abbandonati parcheggiati nei vialetti residenziali e nei garage.
Il 22 marzo, il capo dell'amministrazione militare regionale di Kiev, Oleksandr Pavljuk, dichiarò che Buča e Hostomel erano sotto il controllo dell'esercito russo e che in quel momento non potevano essere intraprese azioni offensive ucraine. Il compito principale dell'esercito ucraino era impedire alle forze russe di attraversare il fiume Irpin.

### L'Ucraina riprende il controllo

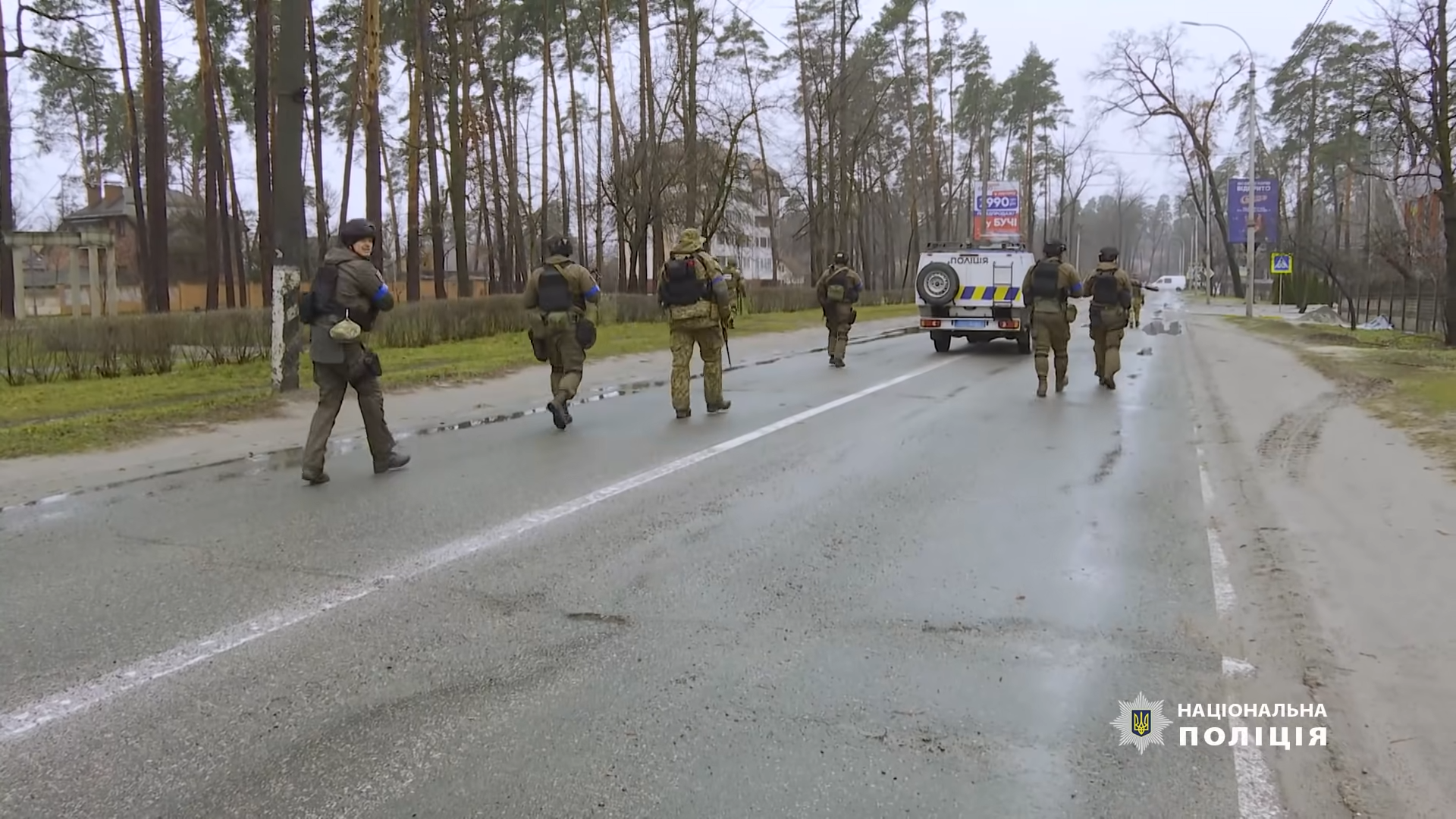
La polizia ucraina entra a Buča il 2 aprile

Il 29 marzo, il viceministro della difesa russo Aleksandr Fomin annunciò che l'esercito russo avrebbe ridotto la sua attività vicino a Kiev e Černihiv. Entro il 31 marzo, le forze ucraine avanzarono verso Buč durante ritiro generale russo nell'area, provocando pesanti combattimenti con le truppe russe locali.  Il giorno successivo, Oleksandr Pavljuk, capo dell'amministrazione militare ucraina per la regione di Kiev, annunciò che il distretto di Buča era stato in gran parte riconquistato. A suo giudizio le truppe russe stavano ritirandosi, mentre gli ucraini continuavano ad attaccarle. Il combattimento continuò a nord di Buča e nell'asse Hostomel'–Buča–Vorzel'.  Nel frattempo, il sindaco Anatolij Fedoruk e l'Istituto per lo studio della guerra riferirono che Buča era stato completamente riconquistata dagli ucraini il 31 marzo ma iniziarono ad emergere testimonianze di massacri perpetrati in città dalle truppe russe occupanti.